# براینت، ایندیانا
براینت (به انگلیسی: Bryant) یک شهر در ایالات متحده آمریکا است که در شهرستان جی، ایندیانا واقع شده‌است. براینت ۰٫۷۹ کیلومتر مربع مساحت و ۲۵۲ نفر جمعیت دارد و ۲۶۷ متر بالاتر از سطح دریا واقع شده‌است.